# Eduard van Guimarães

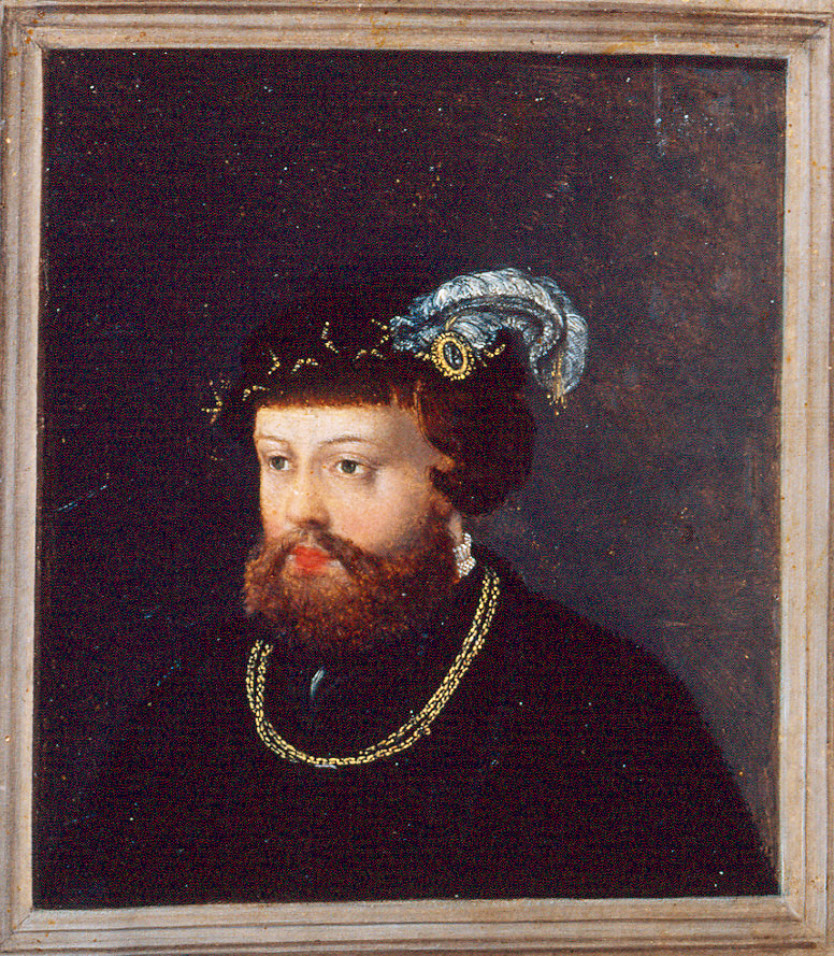
Eduard van Guimarães

Eduard van Guimarães (Lissabon, 7 oktober 1515 - aldaar, 20 september 1540) was een Portugese infant en de vierde hertog van Guimarães. Hij behoorde tot het huis Aviz.

## Levensloop
Eduard was de zesde zoon van koning Emanuel I van Portugal uit diens tweede huwelijk met Maria van Aragón, dochter van koning Ferdinand II van Aragón en koningin Isabella I van Castilië.
Hij werd onderwezen door de dominicaanse frater André de Resende, die later zijn biografie schreef. Hij had een passie voor jagen en was ook een redelijk goede muzikant.
In 1537 huwde hij met Isabella (1514-1576), dochter van hertog Jacobus I van Bragança. Ze bracht als bruidsschat het hertogdom Guimarães in het huwelijk, waardoor Eduard zich de vierde hertog van Guimarães mocht noemen. Het echtpaar kreeg drie kinderen:
- Maria (1538-1577), huwde in 1565 met Alexander Farnese, hertog van Parma
- Catharina (1540-1614), huwde in 1563 met hertog Johan I van Bragança
- Eduard (1541-1576), hertog van Guimarães

Eduard van Guimarães stierf in september 1540 op 24-jarige leeftijd en werd bijgezet in het Mosteiro dos Jerónimos.

## Voorouders
| Voorouders van Eduard van Guimarães (1515-1540) | Voorouders van Eduard van Guimarães (1515-1540)                    | Voorouders van Eduard van Guimarães (1515-1540)                    | Voorouders van Eduard van Guimarães (1515-1540)                    | Voorouders van Eduard van Guimarães (1515-1540)                    | Voorouders van Eduard van Guimarães (1515-1540)                           | Voorouders van Eduard van Guimarães (1515-1540)                           | Voorouders van Eduard van Guimarães (1515-1540)                           | Voorouders van Eduard van Guimarães (1515-1540)                           |
| ----------------------------------------------- | ------------------------------------------------------------------ | ------------------------------------------------------------------ | ------------------------------------------------------------------ | ------------------------------------------------------------------ | ------------------------------------------------------------------------- | ------------------------------------------------------------------------- | ------------------------------------------------------------------------- | ------------------------------------------------------------------------- |
| Overgrootouders                                 | Eduard van Portugal (1391–1438) ∞ Eleonora van Aragón (1402-1445)  | Eduard van Portugal (1391–1438) ∞ Eleonora van Aragón (1402-1445)  | Johan van Portugal (1400–1442) ∞ Isabella van Bragança (-)         | Johan van Portugal (1400–1442) ∞ Isabella van Bragança (-)         | Johan II van Aragón (1397-1479) ∞ 1496 Johanna Enríquez (1425-1468)       | Johan II van Aragón (1397-1479) ∞ 1496 Johanna Enríquez (1425-1468)       | Johan II van Castilië (1405-1454) ∞ Isabella van Portugal (1428-1496)     | Johan II van Castilië (1405-1454) ∞ Isabella van Portugal (1428-1496)     |
| Grootouders                                     | Ferdinand van Viseu (1433–1470) ∞ Beatrix van Portugal (1430–1506) | Ferdinand van Viseu (1433–1470) ∞ Beatrix van Portugal (1430–1506) | Ferdinand van Viseu (1433–1470) ∞ Beatrix van Portugal (1430–1506) | Ferdinand van Viseu (1433–1470) ∞ Beatrix van Portugal (1430–1506) | Ferdinand II van Aragon (1452–1516) ∞ Isabella I van Castilië (1451–1504) | Ferdinand II van Aragon (1452–1516) ∞ Isabella I van Castilië (1451–1504) | Ferdinand II van Aragon (1452–1516) ∞ Isabella I van Castilië (1451–1504) | Ferdinand II van Aragon (1452–1516) ∞ Isabella I van Castilië (1451–1504) |
| Ouders                                          | Emanuel I van Portugal (1469–1521) ∞ Maria van Aragón (1482–1517)  | Emanuel I van Portugal (1469–1521) ∞ Maria van Aragón (1482–1517)  | Emanuel I van Portugal (1469–1521) ∞ Maria van Aragón (1482–1517)  | Emanuel I van Portugal (1469–1521) ∞ Maria van Aragón (1482–1517)  | Emanuel I van Portugal (1469–1521) ∞ Maria van Aragón (1482–1517)         | Emanuel I van Portugal (1469–1521) ∞ Maria van Aragón (1482–1517)         | Emanuel I van Portugal (1469–1521) ∞ Maria van Aragón (1482–1517)         | Emanuel I van Portugal (1469–1521) ∞ Maria van Aragón (1482–1517)         |